# Legambo (woreda)
Legambo est l’un des 105 woredas de la région Amhara, en Éthiopie.